# Erwin Hesse
Erwin Hesse (* 9. März 1907 in Wien; † 1. April 1992 ebendort) war ein österreichischer katholischer Theologe.

## Leben
Erwin Hesse war Sohn eines Bauingenieurs für Mühlen. Er war Nachfahre einer bekannten Wiener Orgelbaufamilie, sein Urgroßvater Carl Hesse baute 1873 die Orgel in der Pfarrkirche St. Othmar unter den Weißgerbern.
Hesse hatte, obwohl seine Eltern nicht religiös waren, im Kindesalter und während der Volksschule religiöse Erlebnisse, welche er als Berufung zum Priester erkannte. In der Jugend war er beim Jungösterreich, später Bund Neuland. Hesse besuchte das Amerlinggymnasium, wo er 1925 maturierte. Er trat in das Wiener Priesterseminar ein und studierte Theologie an der Universität Wien, wobei er zwei Semester an der Katholisch-Theologischen Fakultät Münster verbrachte.
Am 19. Juli 1931, am Festtag des heiligen Vinzenz von Paul, wurde er im Stephansdom durch den Erzbischof Kardinal Friedrich Gustav Piffl zum Priester geweiht. Er wirkte anfangs als Kaplan in Wolkersdorf, danach in Großjedlersdorf und anschließend als Religionslehrer an der Bundeserziehungsanstalt in Traiskirchen, im Gebäude der heutigen Bundesbetreuungsstelle Ost. Beim Anschluss Österreichs an Hitler-Deutschland im März 1938 war er der erste Lehrer, der die Schule verlassen musste. Erzbischof Kardinal Theodor Innitzer ernannte ihn daraufhin zum Hochschulseelsorger an der Wiener Peterskirche. Am 11. Oktober 1939 wurde er von der Gestapo verhaftet und vor Weihnachten nach Brünn verbannt (Gauverbot). In Brünn erwirkten ehemalige österreichische Offiziere seine Ernennung zum Seelsorger in einem Reserve-Lazarett.
Nach dem Krieg wieder in Wien wurde er Religionslehrer am Mädchenrealgymnasium der Ursulinen in der Johannesgasse. Von 1947 bis 1979 war er Pfarrer an der Pfarrkirche St. Rochus in Wien-Landstraße, wo er von 1956 bis 1971 Dechant vom Stadtdekanat 3 und Stadtdekanat 11 war. Von 1965 bis 1969 leitete er das Österreichische Seelsorgeinstitut in der Erzdiözese Wien.
Hesse verstarb im Alter von 85 Jahren im Haus der Barmherzigkeit. Er wurde auf dem Ober Sankt Veiter Friedhof beerdigt.

## Anerkennungen

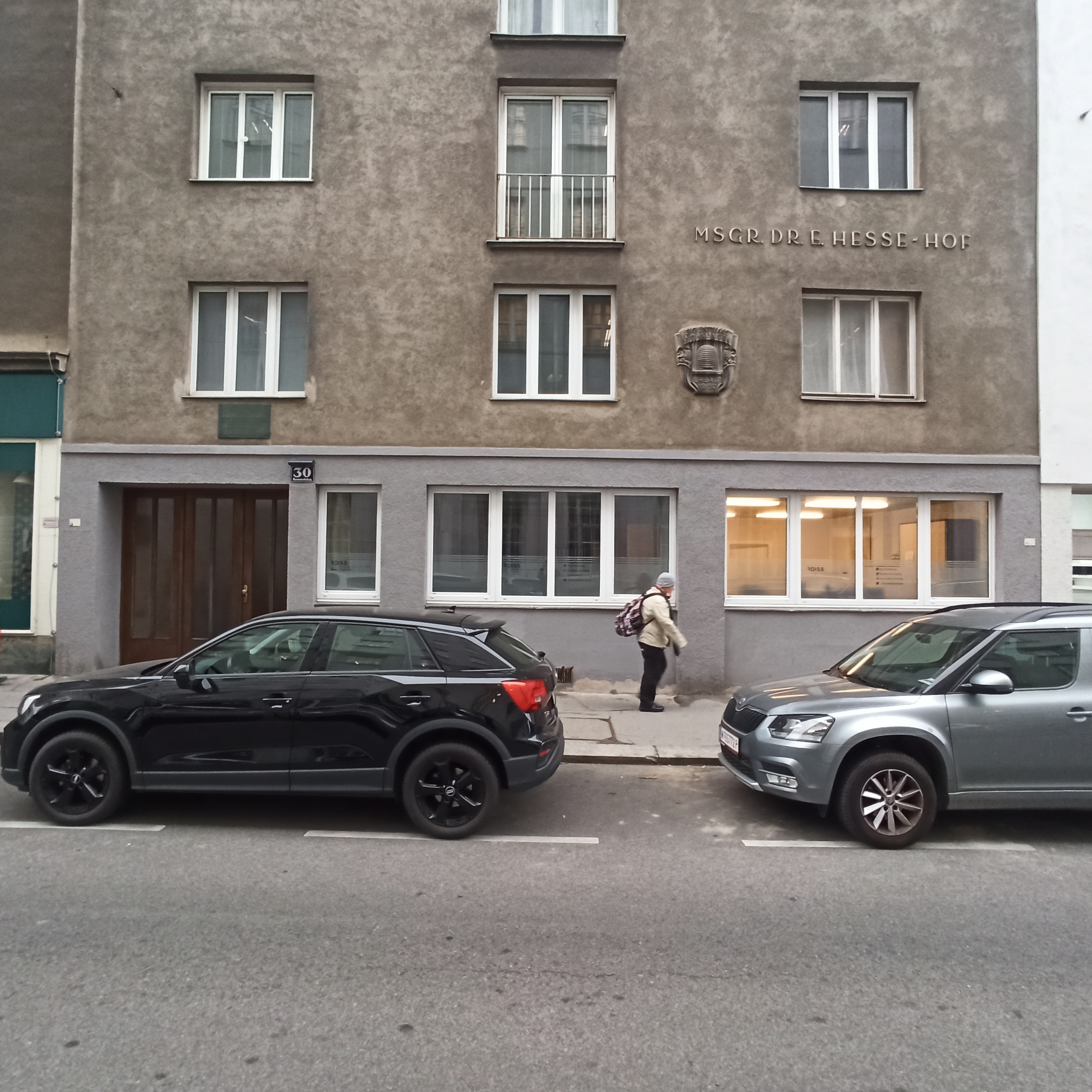
MSGR. DR. E. HESSE – HOF in Wien

- 1949 Geistlicher Rat, 1959 Päpstlicher Ehrenkämmerer, 1968 Päpstlicher Ehrenprälat
- 1966 Ehrenperson und Ehrenband der Studentenverbindung Frankonia[1]
- MSGR. DR. E. HESSE – HOF, Rasumofskygasse 30, Wien-Landstraße[2]

## Publikationen
- Des Herrn Kreuz und Herrlichkeit. Die öffentliche Wirksamkeit Jesu in ihren großen Zusammenhängen. Herder, Wien 1940 1946, 103 Seiten.
- Der zerstörte Dom. Eine Predigt. Herder, Wien 1945, 8 Blätter.
- Die Frohbotschaft im Jahreskreis. Predigten. Herder, Wien 1952, 319 Seiten.
- (Hrsg.): Jungfräulichkeit und Zölibat. Der ungeteilte Dienst der Kirche in unserer Zeit. Weihnachts-Seelsorgertagung 7.–9. Jänner 1964, Seelsorge-Verlag Herder, Wien 1964, 129 Seiten.